# Forte di Exilles
Il Forte di Exilles, situato nell'omonimo comune della città metropolitana di Torino, è uno dei più importanti sistemi difensivi del Piemonte, insieme al complesso fortificato di Fenestrelle e a quello di Vinadio.
Venne impiegato a fasi alterne sia dai Savoia sia dai francesi. La sua posizione al centro di una strettoia dell'alta Valle di Susa infatti lo rendeva una minaccia sia per gli eserciti che scendevano dall'alta valle che per quelli che risalivano dal fondo valle.

## Storia

### Origini e Medioevo

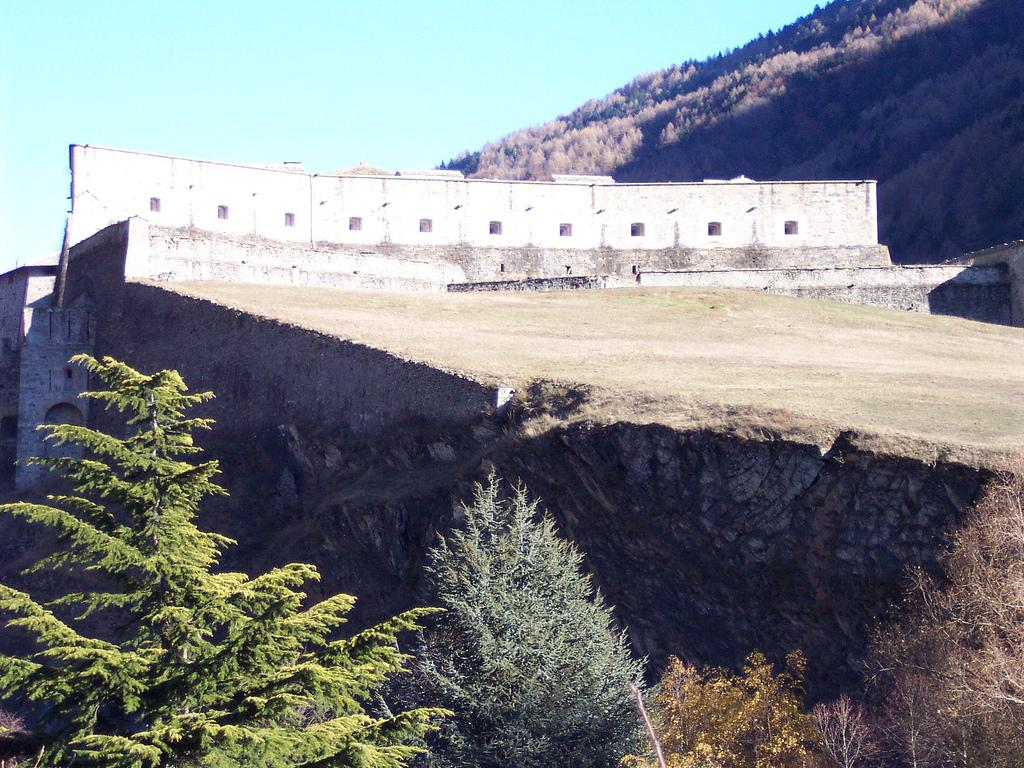
Particolare del forte

I primi documenti in cui viene citato il Forte di Exilles, ancora assai rudimentale ed in via di definizione, risalgono al VIII secolo, quando un cronista della Novalesa cita sul roccione di Exilles una primitiva fortificazione distrutta dai Franchi. Dal 1155 circa i padroni della fortezza sono i Bermond di Besançon, conti di Albon, che avevano bisogno di proteggere militarmente la strada che, di loro proprietà, portava al Monginevro.
La prima descrizione del castello risale al 1339: la pianta si presenta quadrangolare e con più torri, stalle e magazzini esterni, assai diverso dalla piazzaforte solida e compatta di oggi.

### Dal Quattrocento al Settecento
Tra il 1494 e il 1496 diventa deposito di munizioni per i francesi di Carlo VIII, viene allargata la porta principale per permettere il transito dei cannoni e vengono arruolati con la forza molti contadini del posto per difendere la roccaforte.
Nel XVI secolo viene rinforzato con l'aggiunta di torri e mura su disposizione di Carlo II di Savoia. Nel 1541 passa sotto il dominio francese, ma nel 1559, a seguito del trattato di Cateau-Cambrésis, torna in mano ai Savoia con Emanuele Filiberto. Nel settembre 1591 viene occupato, dopo un breve assedio, dai francesi del Lesdiguières. Due anni dopo, in primavera, viene posto sotto assedio dalle truppe di Carlo Emanuele I di Savoia, che lo riconquistano nell'arco di un mese ed iniziano altri lavori di rafforzamento, soprattutto in direzione dell'alta valle. È nuovamente in mano francese nel gennaio 1595, dopo circa un mese di assedio; tornerà ai Savoia solo nel 1708.
Nel frattempo, è passato più di un secolo: i francesi hanno rinforzato le difese del forte e lo hanno utilizzato come punto chiave logistico di primaria importanza. Dal 1601, anno del trattato di Lione, imponenti lavori di restauro sotto la guida dell'ingegner Jean de Beins hanno rimodernato la struttura del forte, resa ormai insufficiente dall'avvento dell'artiglieria.
Fra le altre cose è stata costruita la Rampa Reale, lunga un chilometro e lastricata a ciottolato, che conduce all'ingresso principale, varcato il quale si dipanano due ripide salite a tenaglia che conducono alla cittadella vera e propria, edificata intorno all'enorme Cortile del Cavaliere, nucleo centrale della costruzione. Altre aggiunte sono state una cappella (oggi sconsacrata e utilizzata per concerti) e il pozzo, profondo 70 metri e realizzato in quattro anni di scavi.
Nel 1708, durante la Guerra di Successione Spagnola, torna ai Savoia con Vittorio Amedeo II di Savoia, grazie all'aggiramento del fronte da parte delle truppe sabaude attraverso la Moriana ed i colli che mettono questa in collegamento con Bardonecchia, così che il forte verrà attaccato dalla parte dell'alta valle. Il Trattato di Utrecht sancirà infine la definitiva appartenenza della intera Valle di Susa (e, quindi, anche del forte di Exilles) al neonato Regno di Sicilia (che poco dopo diventerà Regno di Sardegna). Nel 1720 viene incaricato l'architetto Ignazio Bertola, figlio adottivo di Antonio, di rafforzare il Forte di Exilles. I lavori durano oltre sei anni (terminano nel 1726) ed alla fine il forte risulta un gioiello di arte militare. Nel settembre del 1745, nel corso della guerra di successione austriaca, le truppe francesi tentano di aprirsi la strada verso la bassa valle di Susa attaccando il forte, ma vengono respinti dalle cannonate della guarnigione al comando del capitano Papacino d'Antoni.

### Dal Settecento ad oggi

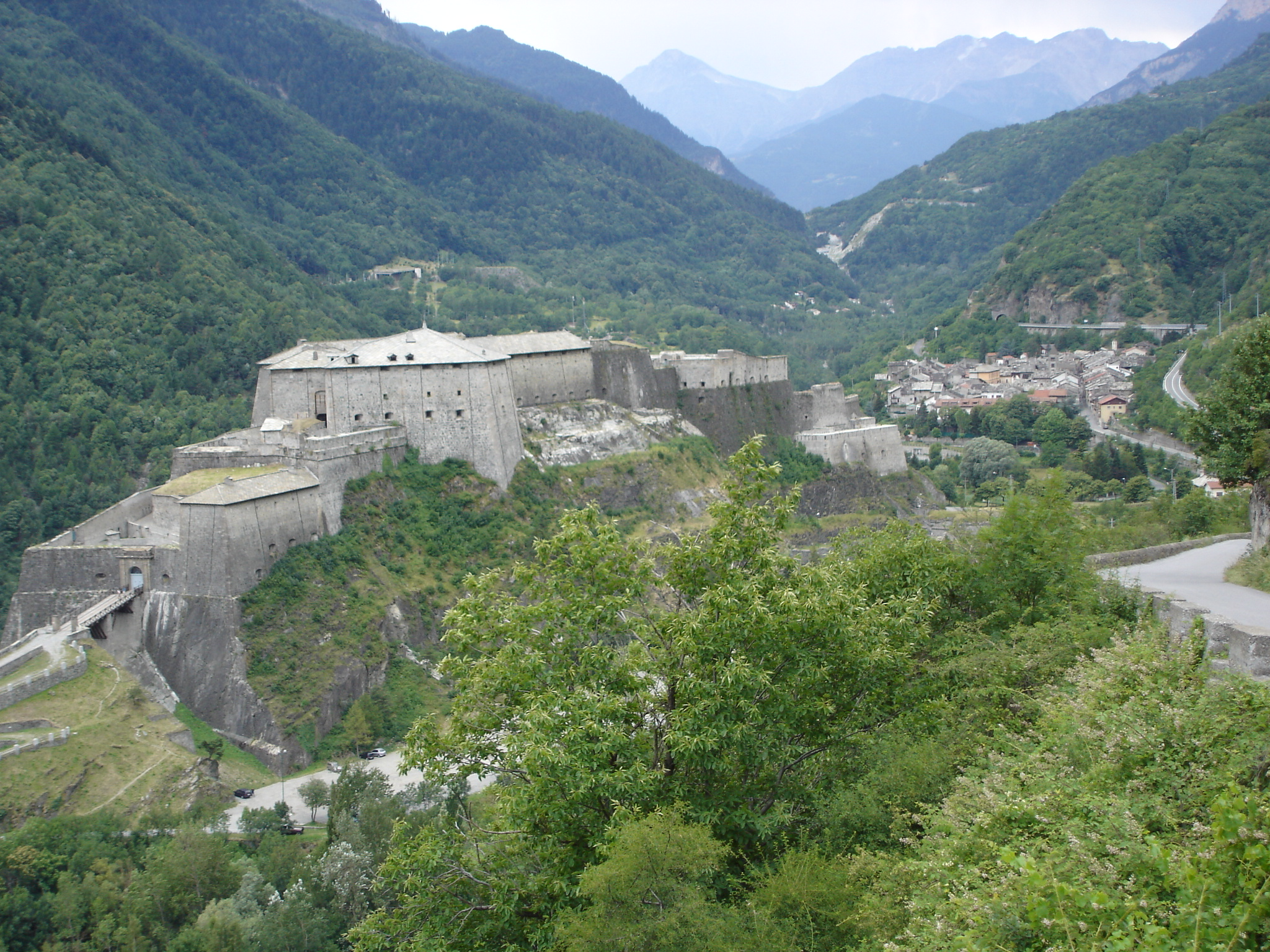
Il forte di Exilles, oggi.

Con l'avvento di Napoleone Bonaparte il forte è destinato alla demolizione: così vuole il Trattato di Parigi, stipulato a seguito dell'armistizio di Cherasco). Verrà riedificato con il ritorno del Piemonte e della Savoia al Regno di Sardegna, sancito dal Congresso di Vienna (1814). La ricostruzione dura dal 1818 al 1829: viene riproposta la stessa architettura preesistente, aggiornandola soltanto alle nuove esigenze militari. Il forte diviene sede e guarnigione dell'omonimo Battaglione del 3º Reggimento alpini.
L'8 settembre 1943 il Forte di Exilles viene abbandonato definitivamente dall'esercito e rimane a lungo in balìa dei vandali e degli eventi atmosferici. Nel 1978 la Regione Piemonte acquisisce il bene dal Demanio Militare con comodato, con l'impegno di provvedere al restauro e recupero funzionale del monumento. Viene quindi sviluppato il progetto di restauro conservativo, interno ed esterno, finalizzato alla definizione di un assetto complessivo del Forte tale da costituire il riferimento globale per tutti i successivi interventi. Nell'aprile del 1996 viene stipulata una Convenzione tra la Regione Piemonte e il Museo Nazionale della Montagna di Torino per la valorizzazione e promozione del Forte di Exilles. Il monumento e le aree museali sono state aperte al pubblico l'8 luglio 2000.
Il 30 ottobre 2019 la proprietà del Forte passa definitivamente dal Demanio alla Regione Piemonte.

## Museo nazionale della montagna

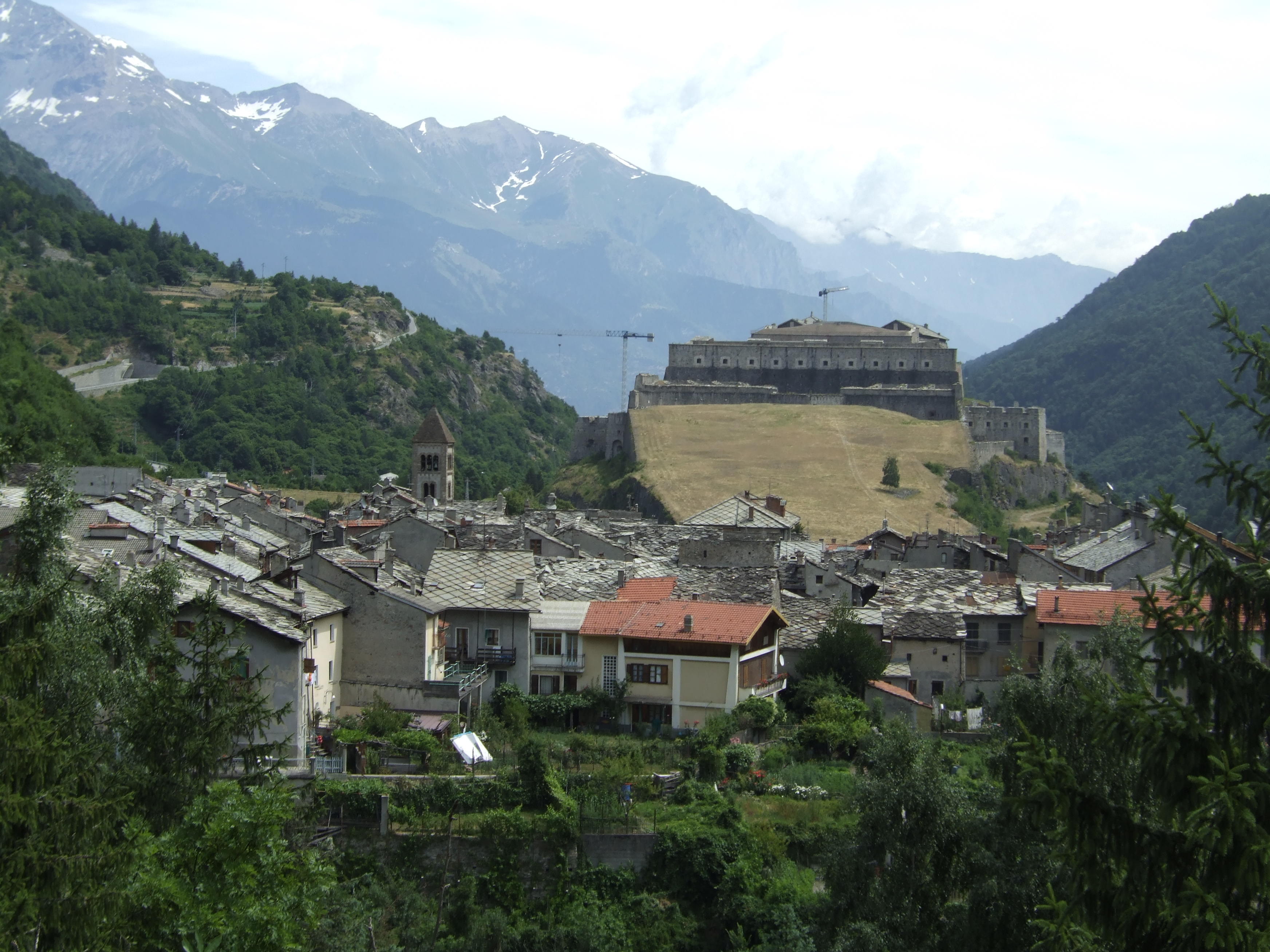
Il forte visto dall'omonimo paese

Il Forte di Exilles è oggi aperto, in passato era sede di  due aree museali permanenti e due percorsi di visita accompagnati caratterizzati da allestimenti scenici ideati dall'artista Richi Ferrero.
Negli spazi delle "Cannoniere", il principale fronte di fuoco del Forte, è situata l'"Area Museale delle Truppe Alpine": grandi teche di cristallo contengono quarantaquattro uniformi militari che ripercorrono la storia del corpo militare degli Alpini dalla nascita ai nostri giorni; ogni uniforme è indossata da un soldato di pietra della stessa roccia della fortezza, mentre quarantun figurini acquerellati scorrono ad altezza naturale lungo il percorso espositivo.
Nel "Bastione Diamante" è presente un allestimento che ripercorre la storia del Forte di Exilles dalle prime testimonianze medievali ai nostri giorni, tramite l'esposizione di mappe, schizzi, disegni, piante e spaccati; al centro del percorso, sei plastici illustrano in maniera immediata e tridimensionale l'evoluzione del forte, sospesi al soffitto per mezzo di cavi di acciaio per dare leggerezza all'allestimento e non interrompere la visione dello spazio architettonico.
Dal Cortile del Cavaliere si scende la Rampa dei Muli che conduce alle Scuderie, da qui,con una ripidissima scala, si raggiunge il "Basso Forte". Si percorre il Grande Fossato sul quale incombe l'imponente Batteria Reale, principale fronte di fuoco del forte, dalla piccola Caponiera posta al centro del Fossato si risale la scala detta "del Paradiso", interamente scavata nella roccia, e si sbuca nel Cortile delle Galere da qui attraverso un angusto corridoio si raggiungono le celle di rigore. La risalita al Cortile conclude un lungo anello alla scoperta dei vari livelli della complessa costruzione.

## Il Forte nella cultura di massa

### La Maschera di ferro

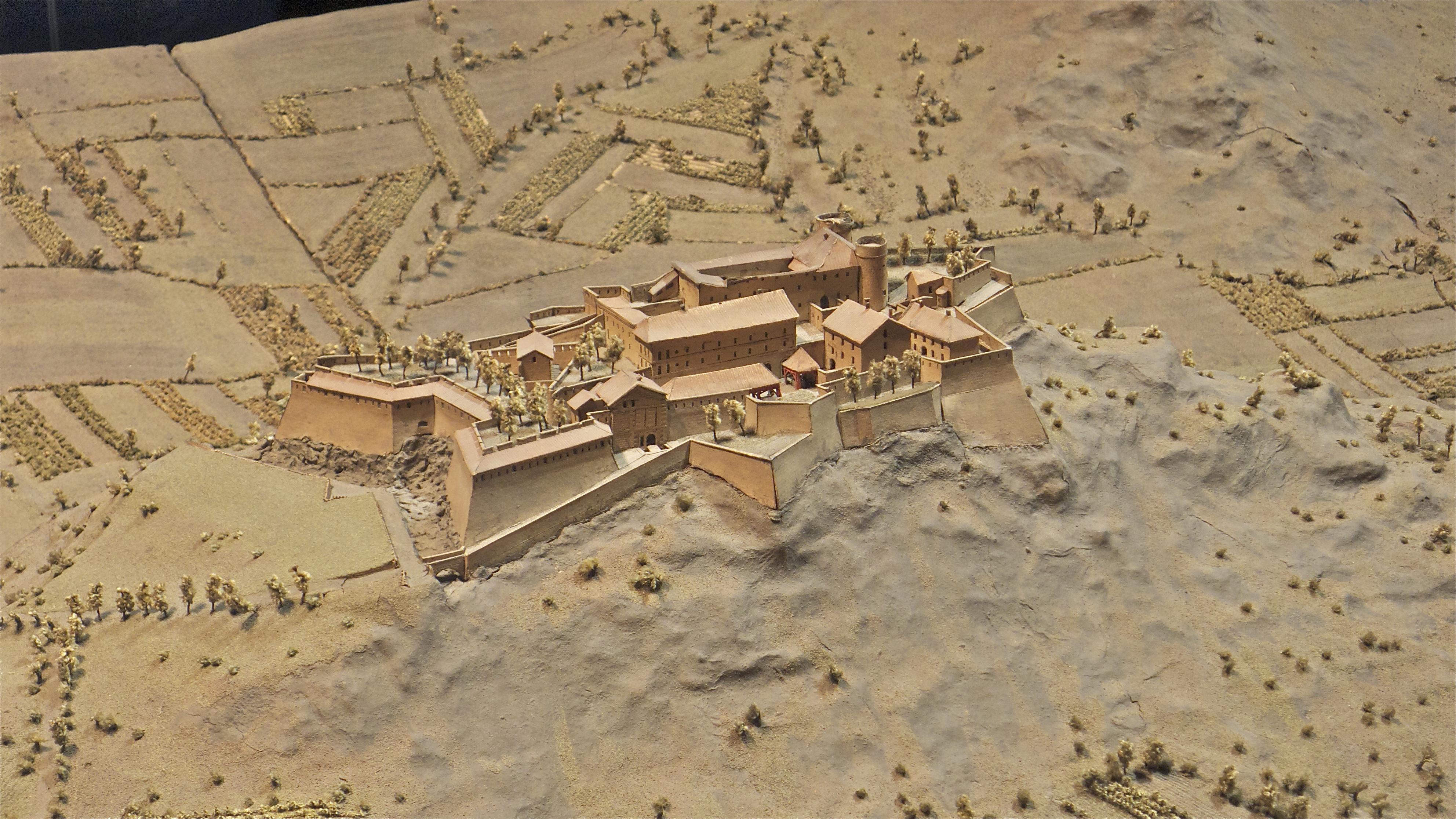
Pianta in rilievo del forte nel 1695 – Scala 1:1600 (Musée des Plans-Reliefs de Paris)

Intorno al Forte nacquero nei secoli molte leggende, ma forse la più famosa di tutte, fra verità storica e leggenda, è quella relativa ad un misterioso personaggio ivi rinchiuso (la costruzione fungeva anche da carcere) tra il 1681 e il 1687. Secondo la tradizione, questi potrebbe identificarsi con la Maschera di Ferro, personaggio la cui identità non è a tutt'oggi nota. Il primo a sollevare il problema fu Voltaire che, durante il breve periodo di permanenza nel carcere della Bastiglia (1717), apprese dell'esistenza di questo misterioso personaggio il cui volto era sempre coperto da una maschera di velluto ed era sempre ben trattato da alcune guardie che erano state preposte alla sua sorveglianza; Voltaire si appassionò alla sua storia, facendo delle ricerche che pubblicò in un suo libro. La permanenza della Maschera di Ferro ad Exilles è anche documentata da un carteggio, pervenuto fino ai nostri giorni, fra l'allora ministro francese della Guerra, Marchese di Louvois, ed il governatore del dongione di Pinerolo, Saint-Mars, dove la Maschera di Ferro soggiornò prima di Exilles e da dove il governatore stesso ne curò il trasferimento ad Exilles, continuando a seguirne da Pinerolo la prigionìa. Il carteggio tratta delle spese sostenute per il sostentamento (vitto e vestiario) del misterioso prigioniero. Da Exilles la Maschera di Ferro fu poi tradotta all'isola di Santa Margherita, (la maggiore delle due Isole di Lerino, al largo di Cannes) e qualche anno dopo alla Bastiglia.

## Il Forte di Exilles nel cinema
Il forte è stato scelto per le riprese dei film:
- Bertoldo, Bertoldino e Cacasenno del 1984, di Mario Monicelli[3].
- Richard the Lionheart del 2013 (in lingua inglese), di Stefano Milla[4].